# Новокиевка (Херсонская область)
Новоки́евка (укр. Новокиївка) — село в Каланчакской поселковой общине Скадовского района Херсонской области Украины. В 2022 году, во время вторжения России на Украину, село было захвачено. На данный момент находится под оккупацией ВС РФ.
Население по переписи 2001 года составляло 1814 человек. Почтовый индекс — 75804. Телефонный код — 5530. Код КОАТУУ — 6523283301.

## Местный совет
75804, Херсонская обл., Каланчакский р-н, с. Новокиевка, ул. Ленина, 52